# Maurens-Scopont
Maurens-Scopont – miejscowość i gmina we Francji, w regionie Oksytania, w departamencie Tarn.
Według danych na rok 1990 gminę zamieszkiwało 160 osób, a gęstość zaludnienia wynosiła 19 osób/km² (wśród 3020 gmin regionu Midi-Pireneje Maurens-Scopont plasuje się na 903. miejscu pod względem liczby ludności, natomiast pod względem powierzchni na miejscu 1211.).